# Aviavilsa
Aviavilsa — литовская авиакомпания, выполняющая грузовые и пассажирские перевозки. Штаб-квартира компании находится в Вильнюсе. Предприятие также занимается техобслуживанием и ремонтом Ан-26.

## Флот
- Антонов Ан-26
- Антонов Ан-26Б
- ATR 42-300